# Walter Escobar
Walter Escobar Gonzalias (26 settembre 1966) è un ex calciatore colombiano, di ruolo attaccante.

## Carriera

### Nazionale
Ha partecipato alla Copa América 1997.